# مورو (أركنساس)
مورو (بالإنجليزية: Moro, Arkansas)‏ هي بلدة أمريكية تقع في الولايات المتحدة في مقاطعة لي، أركنسو. يقدر عدد سكانها بـ 241 نسمة ومساحتها 2.4 كم2 وترتفع عن سطح البحر 61 متر.

## التركيبة السكانية
حدّد مكتب تعداد الولايات المتحدة بيانات التركيبة السكانية لمورو في تعداد الولايات المتحدة. في ما يلي، التركيبة السكانية حسب تعدادي 2000 و2010.

### تعداد عام 2000
بلغ عدد سكان مورو 241 نسمة بحسب تعداد عام 2000، وبلغ عدد الأسر 109 أسرة وعدد العائلات 76 عائلة مقيمة في البلدة. في حين سجلت الكثافة السكانية 96.4 نسمة لكل كيلومتر مربع (249.7/ميل2). وبلغ عدد الوحدات السكنية 115 وحدة بمتوسط كثافة قدره 46 لكل كيلومتر مربع (119.1/ميل2).
وتوزع التركيب العرقي للبلدة بنسبة 98.34% من البيض و1.66% من الأمريكيين الأفارقة.
بلغ عدد الأسر 109 أسرة كانت نسبة 24.8% منها لديها أطفال تحت سن الثامنة عشر تعيش معهم، وبلغت نسبة الأزواج القاطنين مع بعضهم البعض 59.6% من أصل المجموع الكلي للأسر، ونسبة 10.1% من الأسر كان لديها معيلات من الإناث دون وجود شريك،  بينما كانت نسبة 0% من الأسر لديها معيلون من الذكور دون وجود شريكة وكانت نسبة 30.3% من غير العائلات. تألفت نسبة 29.4% من أصل جميع الأسر من عدة أفراد يعيشون في نفس المنزل ونسبة 12.8% كانت تتألف من شخص يعيش بمفرده يبلغ من العمر 65 عاماً أو أكثر. وبلغ متوسط حجم الأسرة المعيشية 2.21، أما متوسط حجم العائلات فبلغ 2.72.
بلغ العمر الوسطي للسكان 43.4 عاماً. وكانت نسبة 19.9% من القاطنين تحت سن الثامنة عشر، وكانت نسبة 10.4% بين الثامنة عشر والرابعة والعشرين عاماً، ونسبة 22.8% كانت واقعةً في الفئة العمرية ما بين الخامسة والعشرين والرابعة والأربعين عاماً، ونسبة 28.6% كانت ما بين الخامسة والأربعين والرابعة والستين، ونسبة 18.3% كانت ضمن فئة الخامسة والستين عاماً فما فوق. يوجد لكل 100 أنثى 102.5 ذكر، ويوجد لكل 100 أنثى في الثامنة عشر من عمرها فما فوق 89.2 ذكر.
بلغ متوسط دخل الأسرة في البلدة 27,857 دولارًا، أما متوسط دخل العائلة فبلغ 35,625 دولارًا. وكان متوسط دخل الذكور 21,667 دولارًا مقابل 21,250 دولارًا للإناث. وسجل دخل الفرد الخاص بالبلدة 13,264 دولارًا. وكانت نسبة 12.3% من العائلات ونسبة 16.5% من السكان تحت خط الفقر، وكان من هؤلاء نسبة 10.9% تحت سن الثامنة عشر ونسبة 22.6% في الخامسة والستين من العمر وما فوق.

### تعداد عام 2010
بلغ عدد سكان مورو 216 نسمة بحسب تعداد عام 2010، وبلغ عدد الأسر 92 أسرة وعدد العائلات 60 عائلة مقيمة في البلدة. في حين سجلت الكثافة السكانية 86.4 نسمة لكل كيلومتر مربع (223.8/ميل2). وبلغ عدد الوحدات السكنية 108 وحدة بمتوسط كثافة قدره 43.2 لكل كيلومتر مربع (111.9/ميل2).
وتوزع التركيب العرقي للبلدة بنسبة 93.52% من البيض و5.56% من الأمريكيين الأفارقة و0.93% من الأمريكيين ذوي الأصول الآسيوية و0.46% من الهسبانيون أو اللاتينيون من أي عرق.
بلغ عدد الأسر 92 أسرة كانت نسبة 30.4% منها لديها أطفال تحت سن الثامنة عشر تعيش معهم، وبلغت نسبة الأزواج القاطنين مع بعضهم البعض 52.2% من أصل المجموع الكلي للأسر، ونسبة 8.7% من الأسر كان لديها معيلات من الإناث دون وجود شريك،  بينما كانت نسبة 4.3% من الأسر لديها معيلون من الذكور دون وجود شريكة وكانت نسبة 34.8% من غير العائلات. تألفت نسبة 30.4% من أصل جميع الأسر من عدة أفراد يعيشون في نفس المنزل ونسبة 13% كانت تتألف من شخص يعيش بمفرده يبلغ من العمر 65 عاماً أو أكثر. وبلغ متوسط حجم الأسرة المعيشية 2.35، أما متوسط حجم العائلات فبلغ 3.00.
بلغ العمر الوسطي للسكان 41.3 عاماً. وكانت نسبة 21.8% من القاطنين تحت سن الثامنة عشر، وكانت نسبة 6.9% بين الثامنة عشر والرابعة والعشرين عاماً، ونسبة 25.5% كانت واقعةً في الفئة العمرية ما بين الخامسة والعشرين والرابعة والأربعين عاماً، ونسبة 25.5% كانت ما بين الخامسة والأربعين والرابعة والستين، ونسبة 20.4% كانت ضمن فئة الخامسة والستين عاماً فما فوق. وتوزع التركيب الجنسي للسكان بنسبة 53.7% ذكور و46.3% إناث.